# 松格嘛呢石經城和巴格嘛呢石經牆
松格嘛呢石經城和巴格嘛呢石經牆位於四川省石渠縣，文物年代為明至清。2006年5月25日列為第六批全國重點文物保護單位。